# Resolutie 2019 Veiligheidsraad Verenigde Naties
Resolutie 2019 van de Veiligheidsraad van de Verenigde Naties werd unaniem door de Veiligheidsraad van de Verenigde Naties aangenomen op 16 november 2011. De resolutie verlengde de autorisatie van de EU's EUFOR Althea-missie in Bosnië en Herzegovina opnieuw met een jaar.

## Achtergrond
In 1980 overleed de Joegoslavische leider Tito, die decennialang de bindende kracht was geweest tussen de zes deelstaten van het land. Na zijn dood kende het nationalisme een sterke opmars, en in 1991 verklaarden verschillende deelstaten zich onafhankelijk. Zo ook Bosnië en Herzegovina, waar in 1992 een burgeroorlog ontstond tussen de Bosniakken, Kroaten en Serviërs. Deze oorlog, waarbij etnische zuiveringen plaatsvonden, ging door tot in 1995 vrede werd gesloten. Hierop werd de NAVO-operatie IFOR gestuurd die de uitvoering ervan moest afdwingen. Die werd in 1996 vervangen door SFOR, die op zijn beurt in 2004 werd vervangen door de Europese operatie EUFOR Althea.

## Inhoud

### Waarnemingen
Alle partijen werden nog eens herinnerd aan het status of forces-akkoord waarnaar in het vredesakkoord verwezen werd, en hun verplichting om het na te leven.
Aan de uitvoering van dat vredesakkoord werd nog steeds gewerkt. Zo had Bosnië en Herzegovina zijn strategie voor de terugkeer van vluchtelingen — cruciaal voor blijvende vrede — herzien. De veiligheidssituatie in dat land bleef nu al jaren rustig en stabiel en het land moest de richting van een modern democratisch Europees land uitgaan.

### Handelingen
De lidstaten werden geautoriseerd om de Europese EUFOR ALTHEA-missie in Bosnië en Herzegovina nog eens twaalf maanden voort te zetten. De NAVO behield eveneens haar hoofdkwartier ter plaatse ter ondersteuning. Diezelfde lidstaten kregen verder toestemming om alle nodige maatregelen te treffen om het vredesakkoord af te dwingen, zichzelf te verdedigen tegen aanvallen of de dreiging daartoe en het luchtruim van Bosnië en Herzegovina te controleren.

## Verwante resoluties
- Resolutie 1993 Veiligheidsraad Verenigde Naties
- Resolutie 2007 Veiligheidsraad Verenigde Naties
- Resolutie 2074 Veiligheidsraad Verenigde Naties (2012)
- Resolutie 2081 Veiligheidsraad Verenigde Naties (2012)

Lijst ·  1967 ·  1968 ·  1969 ·  1970 ·  1971 ·  1972 ·  1973 ·  1974 ·  1975 ·  1976 ·  1977 ·  1978 ·  1979 ·  1980 ·  1981 ·  1982 ·  1983 ·  1984 ·  1985 ·  1986 ·  1987 ·  1988 ·  1989 ·  1990 ·  1991 ·  1992 ·  1993 ·  1994 ·  1995 ·  1996 ·  1997 ·  1998 ·  1999 ·  2000 ·  2001 ·  2002 ·  2003 ·  2004 ·  2005 ·  2006 ·  2007 ·  2008 ·  2009 ·  2010 ·  2011 ·  2012 ·  2013 ·  2014 ·  2015 ·  2016 ·  2017 ·  2018 ·  2019 ·  2020 ·  2021 ·  2022 ·  2023 ·  2024 ·  2025 ·  2026 ·  2027 ·  2028 ·  2029 ·  2030 ·  2031 ·  2032